# Calligrapha bidenticola
Calligrapha bidenticola es una especie de escarabajo del género Calligrapha, familia Chrysomelidae. Fue descrita científicamente por Brown en 1945.
Esta especie se encuentra en América del Norte, especialmente en el este. Se alimenta de Asteraceae, incluyendo Ambrosia, Bidens, Coreopsis.